# Motor Lublin (piłka nożna)
Motor Lublin – polski klub piłkarski, założony w 1950 roku przy Fabryce Samochodów Ciężarowych w Lublinie, od sezonu 2024/2025 występujący w Ekstraklasie, notując drugi z kolei awans (II liga (2022/2023) oraz I liga (2023/2024). Przez 10 lat występował na najwyższym szczeblu polskich rozgrywek piłkarskich. Domowe mecze rozgrywa na Motor Lublin Arenie.

## Historia
W 1950 grupa pracowników zatrudnionych przy budowie Fabryki Samochodów Ciężarowych w Lublinie założyła w miejsce istniejącego Metalowca Lublin Związkowe Koło Sportowe Stal Lublin. Zespół rozpoczął rozgrywki od ówczesnej V ligi, czyli klasy C i skończył je na pierwszym miejscu. Rok później patronat nad klubem całkowicie przejął FSC. Klub Stal FSC rywalizował o mistrzostwo powiatu (dawna klasa B) i uzyskał awans do wojewódzkiej klasy wydzielonej (dawna klasa A).
W 1952 występował w nowo utworzonej lubelskiej klasie I wojewódzkiej. Rok później w nowo utworzonej lidze międzywojewódzkiej zajął ostatnie miejsce. Lublinianie zostali do niej zakwalifikowani na podstawie wyników uzyskanych w 1952 roku. W 1954 Stal FSC występowała w lubelskiej klasie A, lecz po wygranych barażach z Górnikiem Sanok ponownie awansowała do III ligi. Lublinianie wygrali trzy mecze, w tym z liderem Stalą Rzeszów u siebie i zajęli ostatnie miejsce w tabeli.

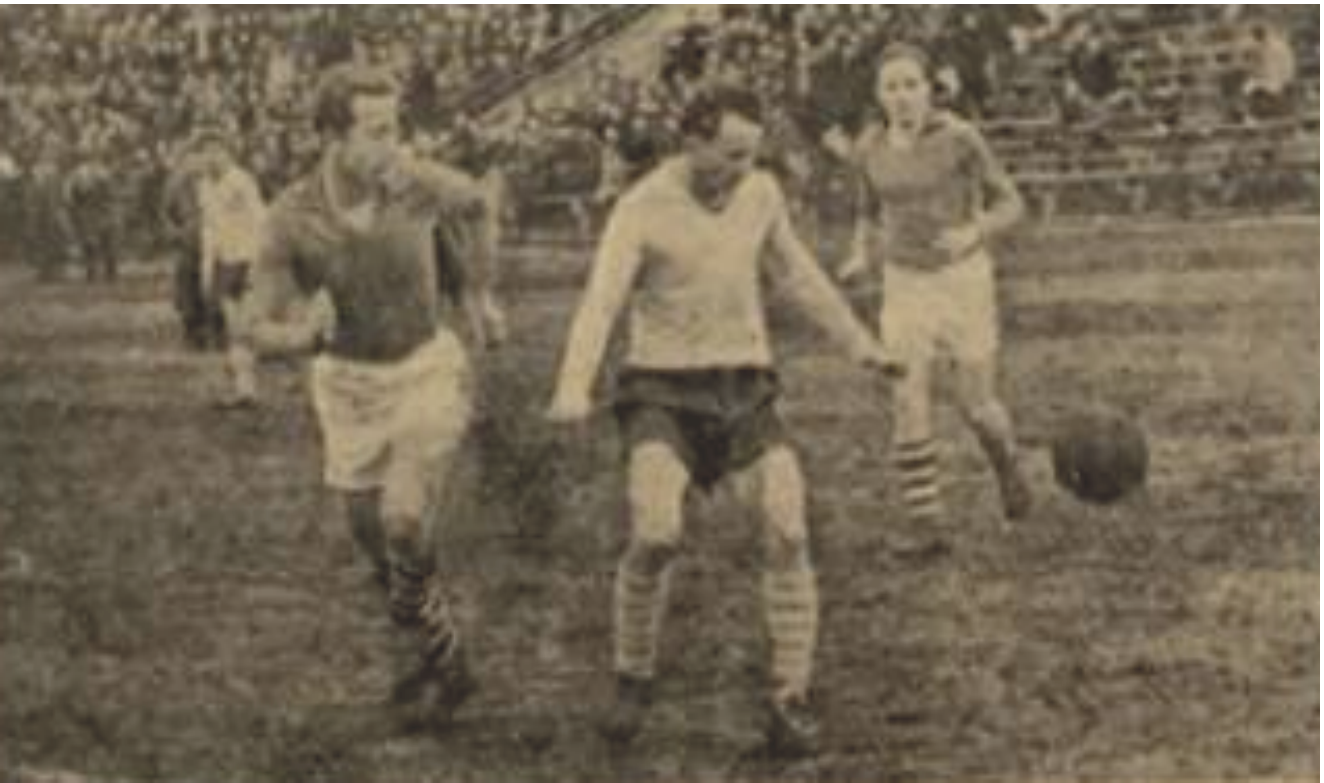
Derby Lublina rozegrane 20 marca 1960 na stadionie przy ul. Leszczyńskiego.

W 1957 Stal FSC zmieniła nazwę na Robotniczy Klub Sportowy Motor Lublin. W tym roku w województwie lubelskim powstała liga okręgowa, w której Motor zajął drugie miejsce. W 1959 klub Motor Lublin zrzeszał 682 sportowców skupionych w 16 sekcjach: piłki nożnej, siatkówki, koszykówki, pięściarskiej, żeglarskiej, motorowodnej, kajakowej, pływackiej, lekkoatletycznej, lotniczej, tenisa stołowego, żużlowej, wędkarskiej, hokeja na lodzie, strzeleckiej i gimnastyki przyrządowej.
W 1962 Motor wygrał lubelską ligę okręgową, jednak przegrał baraże o II ligę ze Startem Łódź. Dwa lata później Motor drugi raz wygrał lubelską ligę okręgową i ponownie przegrał baraże o II ligę z Warmią Olsztyn. W następnym sezonie Motor po raz trzeci wygrał w lubelskiej lidze okręgowej i walczył w barażach o II ligę. 5 sierpnia w Łodzi 10 tysięcy widzów, w tym 7 tysięcy z Lublina, oglądało zwycięstwo 3:0 żółto-niebieskich (ówczesnych barw klubu) nad CKS Czeladź. Motor Lublin po raz pierwszy w historii uzyskał awans do II ligi, w której utrzymał się przez sezon.
W 1968 miał miejsce drugi awans Motoru Lublin do II ligi. Dwa lata później konsultantem i doradcą piłkarzy Motoru został Kazimierz Górski. W 1971 Motor Lublin zdobył mistrzostwo Polski juniorów U-19, powtarzając sukces Unii Lublin sprzed 33 lat. Po jednym sezonie w III lidze Motor wraz z Lublinianką, Avią Świdnik i Ursusem ponownie awansował do poszerzonej (2 grupy po 16 zespołów) II ligi. We wrześniu w pierwszych w II lidze derbach Lublina piłkarze Motoru wygrali z Lublinianką 2:0. W 1974 po bardzo dobrym sezonie Motorowi Lublin nie udało się awansować do I ligi. W ostatniej kolejce przegrał ze Stomilem Olsztyn i zajął 2. miejsce za Arką Gdynia. W 1978 po przegranym w rzutach karnych meczu z Szombierkami Bytom Motor Lublin odpadł z walki o półfinał Pucharu Polski.
W 1979 zespół objął Bronisław Waligóra i w następnym roku Motor po raz pierwszy w historii awansował do ekstraklasy. W trakcie każdego meczu w I lidze na trybunach zasiadł komplet widzów. W 1981 Motor w roli beniaminka zajął 11. miejsce, a jesienią po raz drugi dotarł do 1/4 finału Pucharu Polski, gdzie przegrał z Arką Gdynia. W następnym roku klub spadł do II ligi. Występował w rozgrywkach Pucharu Intertoto, gdzie rywalizował z drużynami Lyngby BK, MSV Duisburg i FC Luzern.
W 1983 Motor uzyskał ponowny awans do I ligi pod wodzą Lesława Ćmikiewicza, gdzie grał do 1987. Najwyższą lokatę zajął w 1985 roku, było to 9. miejsce. W 1989 Motor znów awansował do I ligi, po wygranych barażach z Pogonią Szczecin. W 1992 spadł do II ligi, gdzie w następnym roku zajął 3. miejsce (uległ w walce o awans do I ligi Polonii Warszawa i Stali Stalowa Wola). 30 lipca 1995 Motor Lublin rozegrał w Vevey (Szwajcaria) mecz towarzyski z Realem Madryt (przegrany 0:7).

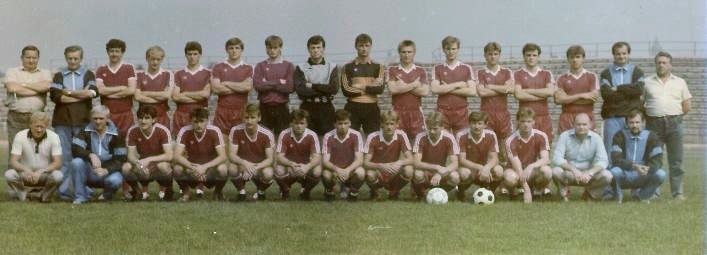
Drużyna Motoru Lublin w sezonie 1989/1990

W 1996 klub spadł do III ligi, dwa lata później do IV ligi; zmienił wtedy nazwę na Lubelski Klub Piłkarski. W 2000 LKP zajął najniższe, 12. miejsce w IV lidze. Rok później nastąpiła kolejna zmiana nazwy klubu (na LKP Motor Lublin). W 2002 Motor powrócił do III ligi pod wodzą Krzysztofa Rześnego.
W 2007 powstało stowarzyszenie Piłkarskie Nadzieje Motor Lublin, którego celem jest pomaganie młodzieży w Motorze Lublin. 6 czerwca, pod wodzą Kuźmy, Motor Lublin po 11 latach powrócił do II ligi. W 2009 po meczu z GKP Gorzów (1:6) skończył rozgrywki na 15. miejscu, jednak po wycofaniu GKS Jastrzębie z rozgrywek w I lidze komisja ds. nagłych PZPN podjęła uchwałę, że GKS w pierwszej kolejności zastąpi najwyżej sklasyfikowany zespół spośród spadkowiczów I ligi, a więc Motor Lublin.

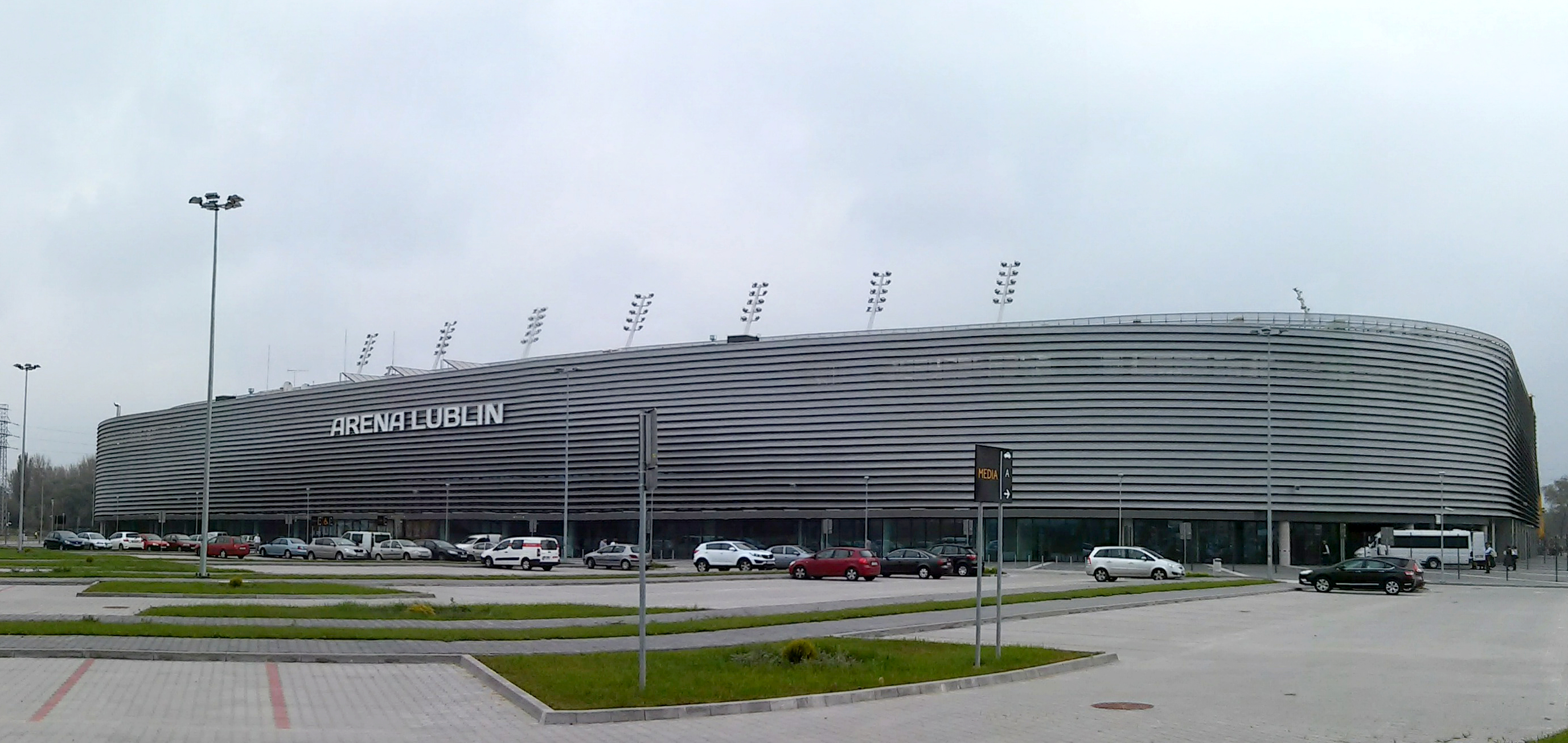
Arena Lublin

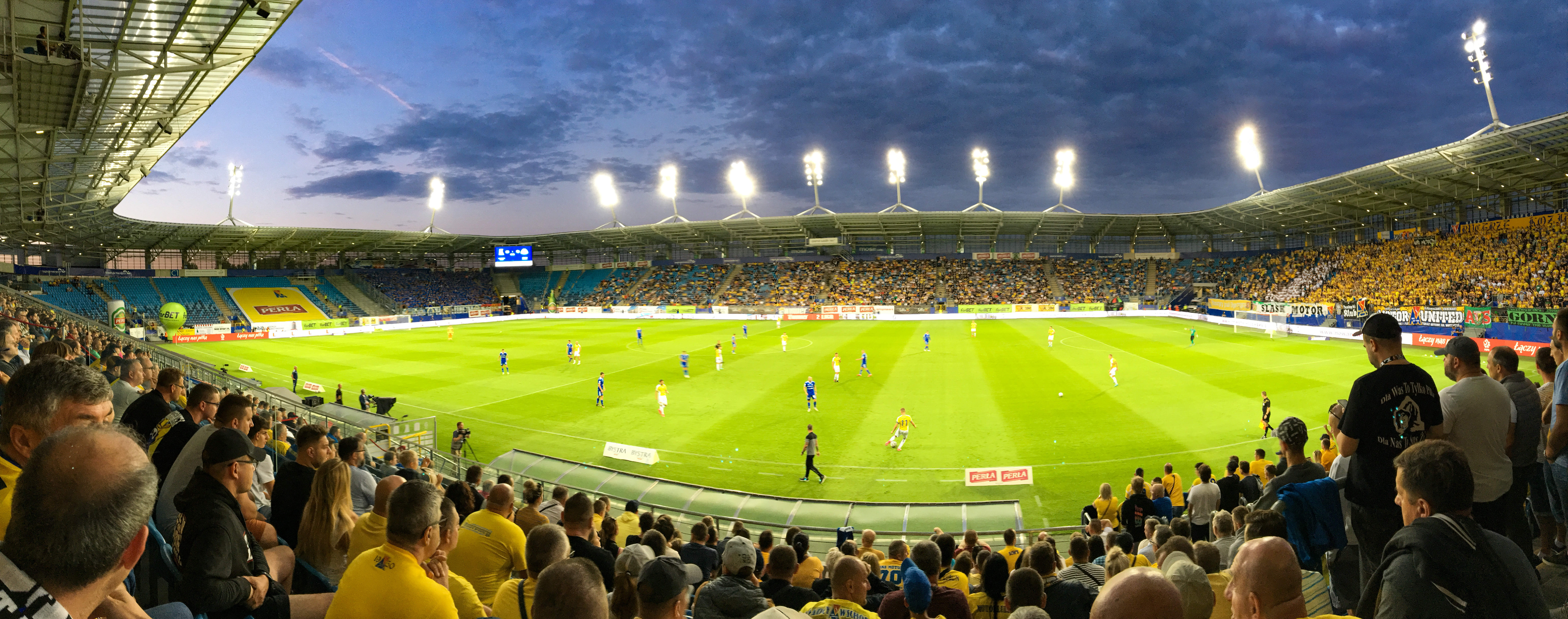
Mecz Motoru Lublin z Ruchem Chorzów, 8 sierpnia 2021 r.

W 2010 powstała spółka akcyjna Motor Lublin S.A. Po połączeniu Motoru ze Spartakusem Szarowola Motor Lublin S.A. występował w II lidze, a LKP Motor Lublin prowadził drużyny młodzieżowe. W sierpniu spółka przedstawiła nowe logo klubu. W 2011, mimo zajęcia spadkowego miejsca w tabeli, piłkarze Motoru Lublin dzięki problemom finansowym innych klubów dostali licencję i utrzymują się w II lidze. W tym roku została także podpisana umowa na zaprojektowanie Areny Lublin, na której Motor miał rozgrywać mecze od 2013. Pierwszy mecz w roli gospodarza rozegrał jednak w 2014, było to spotkanie z KS Lublinianka.
W 2015, w ramach obchodów 65-lecia istnienia klubu, zorganizowano mecz towarzyski ze Śląskiem Wrocław (przegrany 0:2). W następnym roku Motor przegrał z Olimpią Elbląg dwumecz barażowy o wejście do II ligi.
W skróconym z powodu pandemii COVID-19 sezonie 2019/2020 decyzją Lubelskiego Związku Piłki Nożnej, prowadzącego rozgrywki III ligi grupy IV, Motor uzyskał awans do II ligi. Pod koniec września 2020 roku większościowym udziałowcem Motoru Lublin został Zbigniew Jakubas. W czerwcu 2023 Motor awansował do I ligi, zwyciężając 11 czerwca w barażu Stomil Olsztyn po rzutach karnych. 2 czerwca 2024 awansował do Ekstraklasy wygrywając 2:1 mecz barażowy z Arką Gdynia. W debiucie w Ekstraklasie Motor musiał uznać wyższość Rakowa Częstochowa przegrywając 0:2. Pierwszy gol Motoru w wykonaniu Samuela Mráza w meczu z Lechią Gdańsk padł na Polsat Plus Arenie Gdańsk. Pierwszy gol na Arenie Lublin padł po karnym w wykonaniu Piotra Ceglarza w meczu z Koroną Kielce.

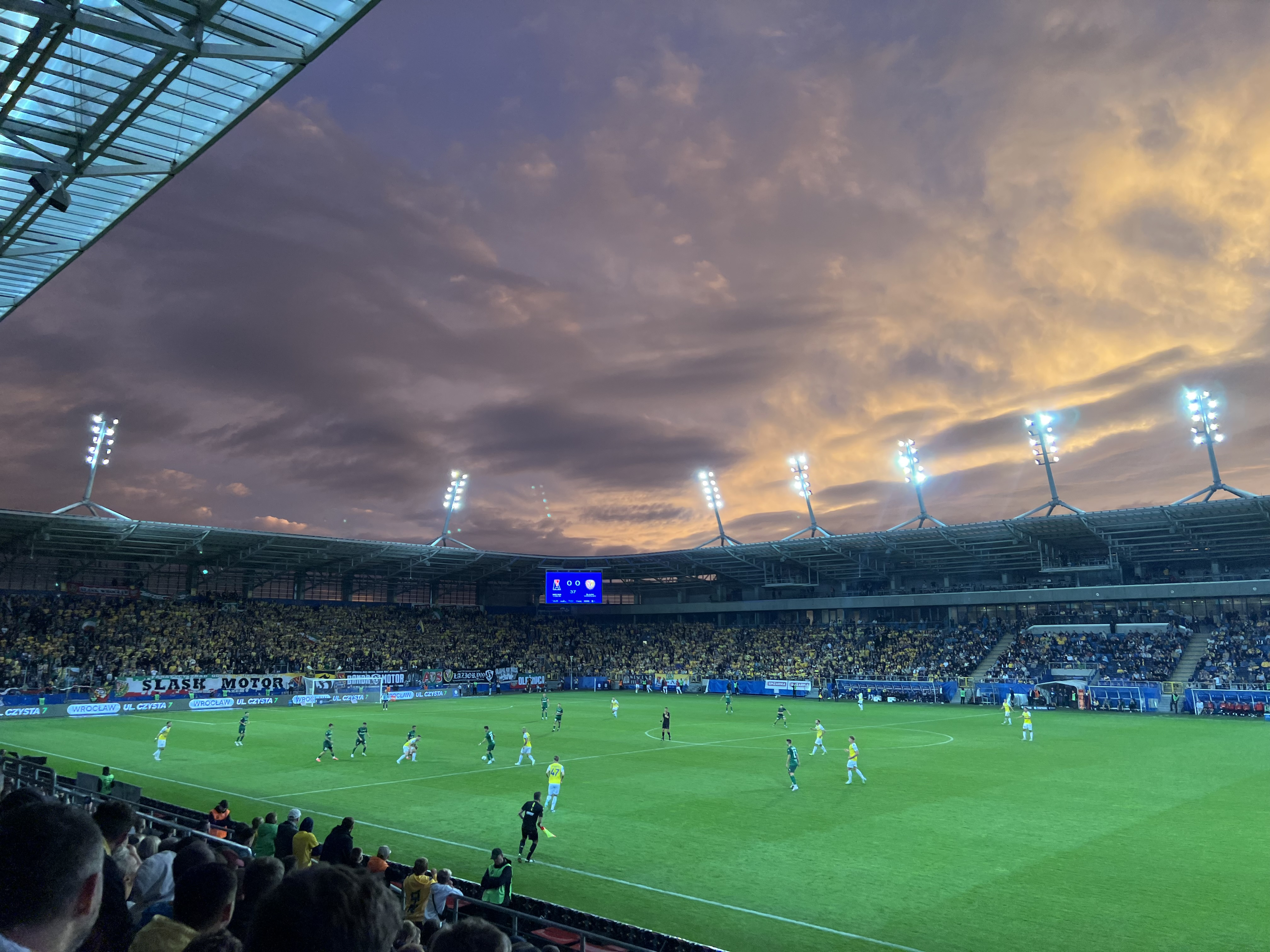
Motor Lublin - Śląsk Wrocław, PKO BP Ekstraklasa 2024/25

Według stanu na koniec sezonu 2024/25 Motor Lublin zaliczył: 10 sezonów w ekstraklasie, 23 sezony na drugim szczeblu ligowym, 1/4 finału Pucharu Polski (1978/1979, 1981/1982 i 2022/2023), mistrzostwo Polski juniorów U-19 (1971), dwa brązowe medale mistrzostw Polski juniorów U-19 (1970 i 1976), brązowy medal mistrzostw Polski juniorów U-17 (2017) oraz udział w rozgrywkach Pucharu Intertoto (1982).

## Trenerzy Motoru

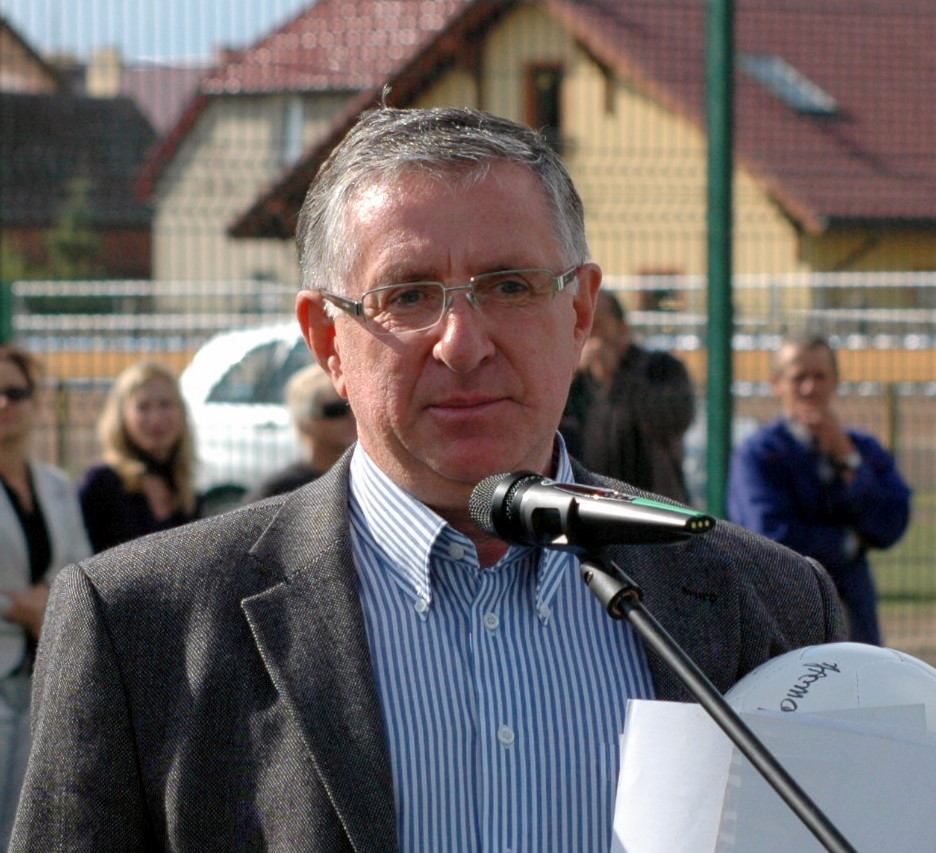
Lesław Ćmikiewicz, trener Motoru w latach 1982–1985.

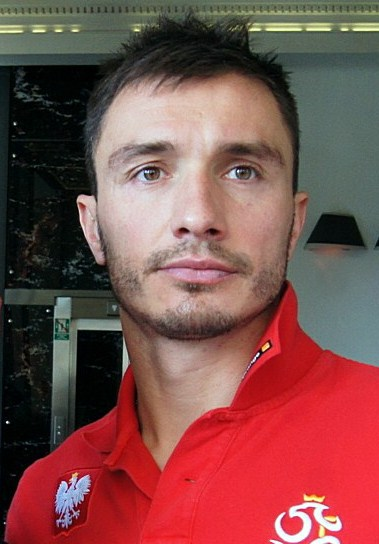
Marek Saganowski, trener I drużyny w latach 2020–2022.

W nawiasach podano kolejki poszczególnych sezonów.
- 1972/1973 – Jerzy Adamiec (1–15), Andrzej Gajewski (16–30)
- 1973/1974 – Andrzej Gajewski (1–30)
- 1974/1975 – Andrzej Gajewski (1–26), Paweł Mikołajczak (27–30)
- 1975/1976 – Henryk Szczepański (1–15), Witold Sokołowski (16–30)
- 1976/1977 – Witold Sokołowski (1–30)
- 1977/1978 – Jerzy Rejdych (1–30)
- 1978/1979 – Paweł Mikołajczak (1–15), Bronisław Waligóra (16–30)
- 1980/1981 – Bronisław Waligóra (1–30)
- 1981/1982 – Bronisław Waligóra (1–28), Tadeusz Kamiński (29–30)
- 1982/1983 – Lesław Ćmikiewicz (1–30)
- 1983/1984 – Lesław Ćmikiewicz (1–30)
- 1984/1985 – Lesław Ćmikiewicz (1–22), Jan Złomańczuk (23–30)
- 1985/1986 – Jan Złomańczuk (1–30)
- 1986/1987 – Jan Złomańczuk (1–18), Zbigniew Bartnik (19–30)
- 1987/1988 – Zbigniew Bartnik (1–7), Waldemar Wiater (8), Paweł Kowalski (9–30)
- 1988/1989 – Paweł Kowalski (1–30)
- 1989/1990 – Paweł Kowalski (1–15), Janusz Gałek (16–30)
- 1990/1991 – Grzegorz Bakalarczyk (1–30)
- 1991/1992 – Grzegorz Bakalarczyk (1–31), Waldemar Wiater (32–34)
- 1992/1993 – Waldemar Wiater (1–21), Mieczysław Broniszewski (22–34)
- 1993/1994 – Mieczysław Broniszewski (1–17), Włodzimierz Gąsior (18–31), Janusz Gałek (32–34)
- 1994/1995 – Janusz Gałek (1–3), Zbigniew Bartnik (4–23), Roman Dębiński (24–34)
- 1995/1996 – Roman Dębiński (1–12), Paweł Michalec (14–19), Waldemar Fiuta (20–34); rozgrywki 13. kolejki Motor odbył bez trenera
- 1996/1997 – Jerzy Brzyski (1–9), Sylwester Czernicki (10–17), Henryk Grodecki (18–34)
- 1997/1998 – Marek Sadowski (1–32)
- 1998/1999 – Marek Leszczyński (1–17), Sylwester Czernicki (18–34)
- 1999/2000 – Sylwester Czernicki (1–24), Sławomir Kozłowski (25–34)
- 2000/2001 – Sławomir Kozłowski (1–18), Grzegorz Komor (19–25), Przemysław Delmanowicz (26–34)
- 2001/2002 – Przemysław Delmanowicz (1–12), Tomasz Brzozowski (13–19), Krzysztof Rześny (20–34)
- 2002/2003 – Krzysztof Rześny (1–9), Roman Dębiński (10–32)
- 2003/2004 – Roman Dębiński (1–4), Grzegorz Komor (5–26), Roman Dębiński (27–30)
- 2004/2005 – Jerzy Krawczyk (1–30)
- 2005/2006 – Jerzy Krawczyk (1–9), Roman Dębiński (10–15), Ryszard Kuźma (16–30)
- 2006/2007 – Ryszard Kuźma (1–30)
- 2007/2008 – Ryszard Kuźma (1–34)
- 2008/2009 – Ryszard Kuźma (1–34)
- 2009/2010 – Mirosław Kosowski (1–19), Bogusław Baniak (20–34)
- 2010/2011 – Bohdan Bławacki (1–11), Tadeusz Łapa (11–29), Modest Boguszewski (30–34)
- 2011/2012 – Modest Boguszewski (1–29), Mariusz Sawa (30–34)
- 2012/2013 – Mariusz Sawa (1–6), Piotr Świerczewski (7–23), Przemysław Delmanowicz (24–34)
- 2013/2014 – Przemysław Delmanowicz (1–6), Robert Kasperczyk (7–27), Mariusz Sawa (28–34)
- 2014/2015 – Mariusz Sawa (1–34)
- 2015/2016 – Dominik Nowak (1–19), Tomasz Złomańczuk (20–34)
- 2016/2017 – Tomasz Złomańczuk (1), Jacek Magnuszewski (2–16), Marcin Sasal (17–32)
- 2017/2018 – Marcin Sasal (1–22), Piotr Zasada (23–34)
- 2018/2019 – Mariusz Sawa (1–8), Robert Chmura (9–11), Robert Góralczyk (12–34)
- 2019/2020 – Mirosław Hajdo (1–19)
- 2020/2021 – Mirosław Hajdo (1–17), Marek Saganowski (18–36)
- 2021/2022 – Marek Saganowski (1–34)
- 2022/2023 – Stanisław Szpyrka (1–10), Wojciech Stefański (11)[19], Gonçalo Feio (12–34)
- 2023/2024 – Gonçalo Feio (1–24), Mateusz Stolarski (25–34)
- 2024/2025 – Mateusz Stolarski (1–34)
- 2025/2026 – Mateusz Stolarski (1–)

## Piłkarze

### Osiągnięcia indywidualne
Występy w reprezentacjach narodowych w barwach Motoru:
| Nr       | Zawodnik           | Data       | Miejsce          | Gospodarz     | Wynik        | Gość           | Rozgrywki       | Uwagi                                                                                           |
| -------- | ------------------ | ---------- | ---------------- | ------------- | ------------ | -------------- | --------------- | ----------------------------------------------------------------------------------------------- |
| XX wiek  |                    |            |                  |               |              |                |                 |                                                                                                 |
| 1.       | Leszek Pisz        | 03.12.1991 | Kair             | Egipt         | 4:0          | Polska         | mecz towarzyski | Pierwszy występ zawodnika Motoru w reprezentacji narodowej                                      |
| 2.       | Leszek Pisz        | 05.12.1991 | Kair             | Egipt         | 0:0          | Polska         | mecz towarzyski |                                                                                                 |
| 3.       | Leszek Pisz        | 09.12.1991 | Kuwejt           | Kuwejt        | 0:2          | Polska         | mecz towarzyski |                                                                                                 |
| 4.       | Leszek Pisz        | 19.05.1992 | Salzburg         | Austria       | 2:4          | Polska         | mecz towarzyski |                                                                                                 |
| 5.       | Leszek Pisz        | 27.05.1992 | Jastrzębie-Zdrój | Polska        | 1:0          | Czechosłowacja | mecz towarzyski |                                                                                                 |
| XXI wiek |                    |            |                  |               |              |                |                 |                                                                                                 |
| 6.       | Dmitri Mandrîcenco | 03.06.2022 | Vaduz            | Liechtenstein | 0:2          | Mołdawia       | Liga Narodów    | Pierwszy występ zawodnika Motoru w zagranicznej reprezentacji, pierwszy występ w meczu o stawkę |
| 7.       | Dmitri Mandrîcenco | 06.06.2022 | Andora           | Andora        | 0:0          | Mołdawia       | Liga Narodów    |                                                                                                 |
| 8.       | Samuel Mráz        | 20.03.2025 | Bratysława       | Słowacja      | 0:0          | Słowenia       | Liga Narodów    | Cały mecz na ławce spędził także inny zawodnik Motoru – Marek Bartoš                            |
| 9.       | Samuel Mráz        | 23.03.2025 | Lublana          | Słowenia      | 0:0, 1:0 pd. | Słowacja       | Liga Narodów    | Cały mecz na ławce spędził także inny zawodnik Motoru – Marek Bartoš                            |

Wychowankowie Motoru grający w reprezentacji Polski:
- Władysław Żmuda
- Jacek Bąk
- Modest Boguszewski

Medale Mistrzostw Europy juniorów:

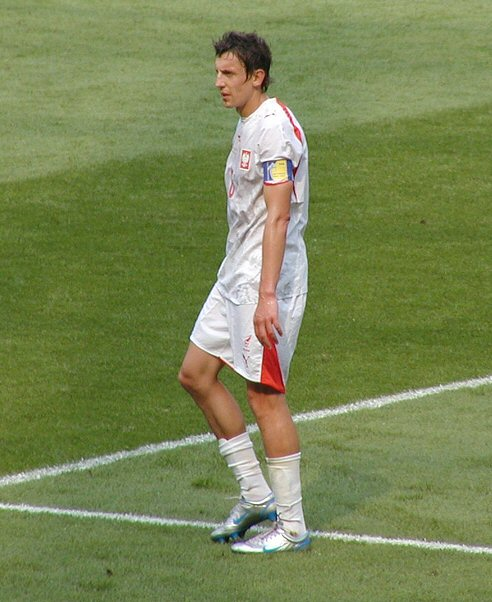
Jacek Bąk

- ME U-18 w Hiszpanii 1972 – Władysław Żmuda – brązowy medal.
- ME U-18 w RFN 1981 – Modest Boguszewski i Robert Grzanka – srebrne medale

Inne sukcesy indywidualne:
- Modest Boguszewski i Robert Grzanka – uczestnicy Mistrzostw Świata U-20 w 1981 w Australii
- Dariusz Opolski – Złote Buty w 1992
- Leszek Iwanicki – król strzelców ekstraklasy w sezonie 1984/1985 (14 goli)
- Witold Sokołowski – król strzelców Pucharu Polski w sezonie 1966/1967 (5 goli)[20]
- Maciej Firlej – król strzelców Pucharu Polski w sezonie 2021/2022 (4 gole)[21]

### Złota dziesiątka

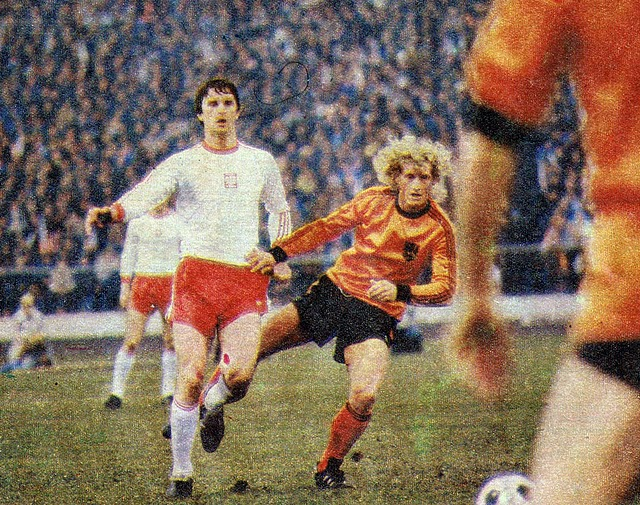
Władysław Żmuda i Wim Jansen. Polska – Holandia 2:0. Chorzów, 1979

Złota dziesiątka plebiscytu 55-lecia Motoru Lublin:
1. Władysław Żmuda
2. Jacek Bąk
3. Zygmunt Kalinowski
4. Ryszard Brysiak
5. Leszek Iwanicki
6. Roman Dębiński
7. Andrzej Pop
8. Witold Sokołowski
9. Maciej Famulski
10. Jerzy Krawczyk

## Statystyki 1980–2015

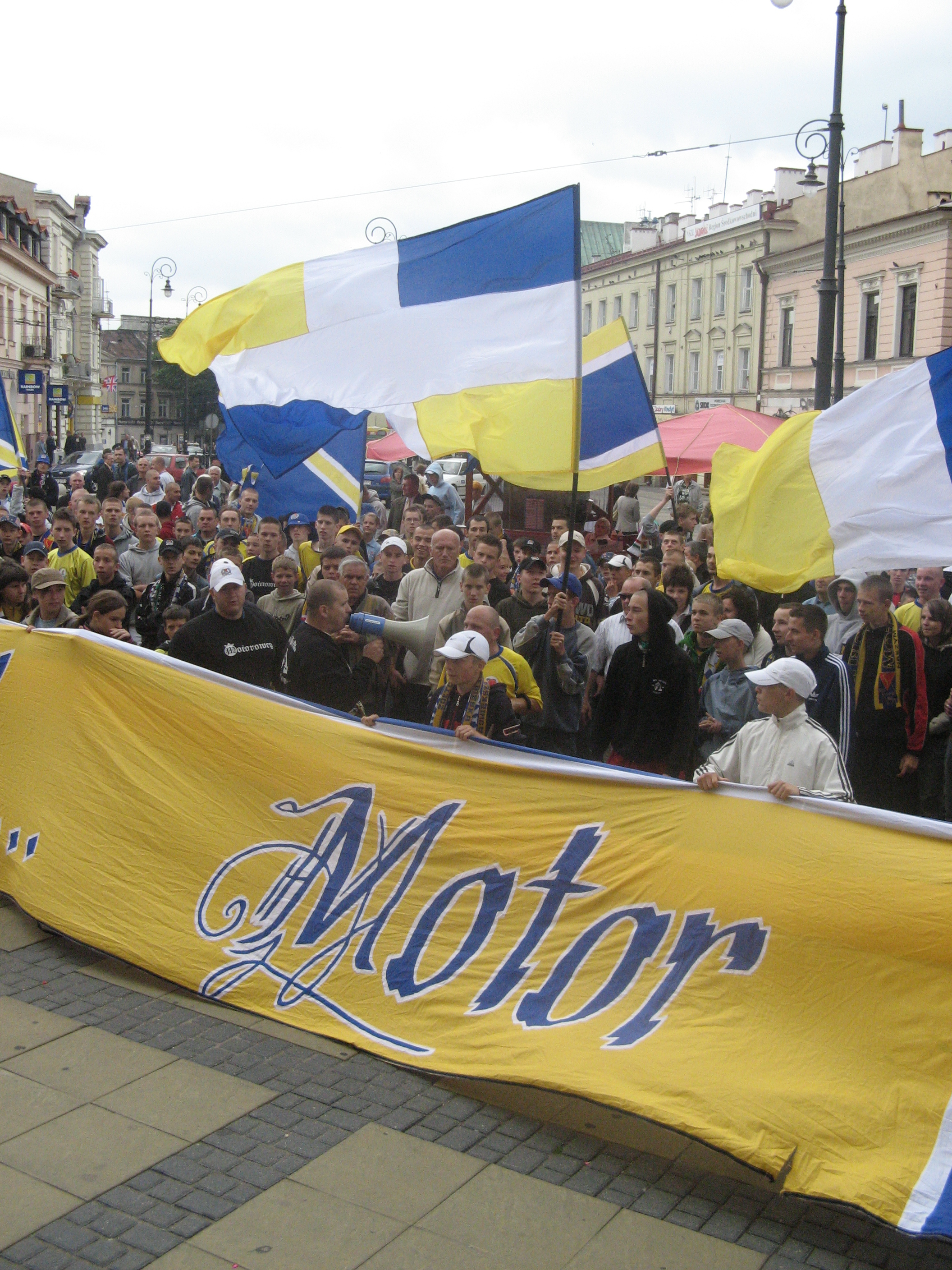
Kibice Motoru Lublin pod lubelskim ratuszem w 2007

źródło

### Najwięcej występów
- 387 – Marcin Syroka (1996–2010; II, III i IV liga)
- 327 – Dariusz Opolski (1980–1996; I liga, II liga)
- 302 – Marcin Popławski (1998–2012; II liga, III liga, IV liga)
- 258 – Dawid Ptaszyński (2000−2015; II liga, III liga, IV liga)
- 255 – Artur Ryczek (1995–2005; II, III i IV liga)
- 245 – Paweł Maziarz (1999–2009; II liga, III liga, IV liga)
- 244 – Piotr Prędota (2000-2012; II liga, III liga, IV liga)
- 238 – Waldemar Fiuta (1980–1990; I liga, II liga)
- 124 – Rafał Piróg (1998–2002, IV liga)
- 107 – Władysław Kuraś (1986–1987, 1989–1992; I liga)

### Najwięcej goli
- 72 – Marcin Popławski (1998–2012; II, III, IV liga)
- 67 – Piotr Prędota (2002–2012; II, III, IV liga)
- 64 – Andrzej Pop (1976–1984; I, II liga)
- 63 – Andrzej Gutek (1998–2003; II, III, IV liga)
- 47 – Janusz Przybyła (II liga, I liga)
- 35 – Janusz Kudyba (1982–1988; I, II liga)
- 33 – Zbigniew Grzesiak (1987–1992; I liga, II liga)
- 33 – Daniel Koczon (2004–2012; II, III liga)
- 26 – Leszek Iwanicki (1983–1986; I liga)
- 26 – Paweł Myśliwiecki (2014–2015; III liga)
- 22 – Maciej Tataj (2013–2014; II liga)
- 20 – Ihor Mihałewski (2011–2013; II liga)

### Rekordy sezonowe
Najwięcej goli w sezonie:
- 22 – Maciej Tataj (2013–2014; II liga, król strzelców)
- 19 – Andrzej Gutek (2001–2002; IV liga)
- 16 – Janusz Kudyba (1987–1988; II liga, król strzelców)
- 15 – Ihor Mihałewski (2011–2012; II liga, król strzelców)
- 14 – Leszek Iwanicki (1984–1985; I liga, król strzelców)
- 14 – Paweł Myśliwiecki (2014–2015; III liga)
- 13 – Daniel Koczon (2007–2008; II liga)
- 12 – Marcin Popławski (2005–2006; III liga)
- 12 – Piotr Prędota (2006–2007; III liga)
- 9 – Zbigniew Grzesiak (1990–1991; I liga)

Najwięcej punktów w sezonie:
- 30 – I liga, sezon 1991–1992
- 43 – II liga, sezon 1992–1993 (2 punkty za zwycięstwo)
- 60 – III liga, sezon 2004–2005
- 85 – IV liga, sezon 2001–2002

Najwięcej goli zdobytych w sezonie:
- 33 – I liga, sezony 1990 -1991 oraz 1991–1992
- 46 – II liga, sezon 1994–1995
- 54 – III liga, sezon 2005–2006
- 98 – IV liga, 2001–2002

### Największa widownia

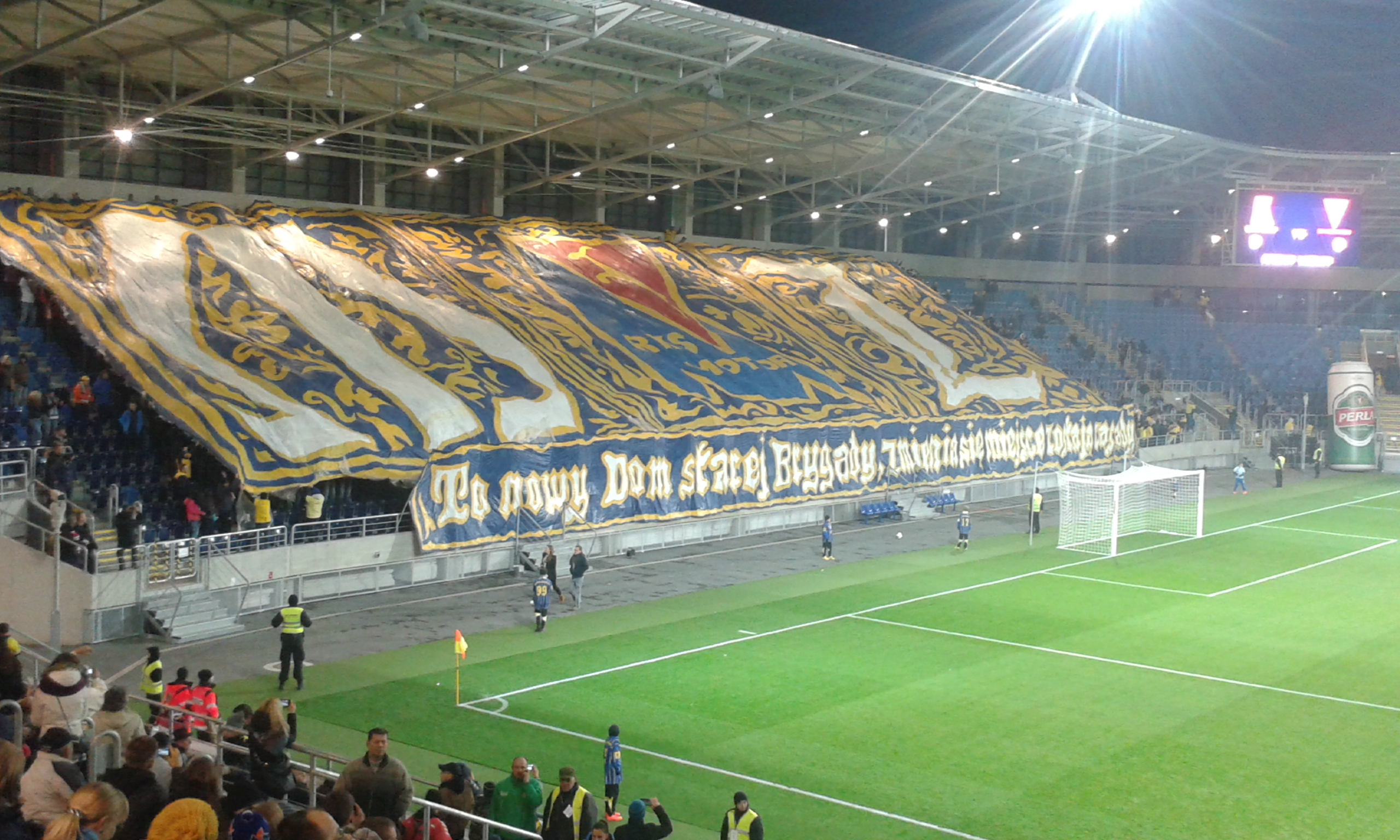
Sektor kibiców Motoru Lublin podczas derbowego meczu na Arenie Lublin z Lublinianką 25 października 2014

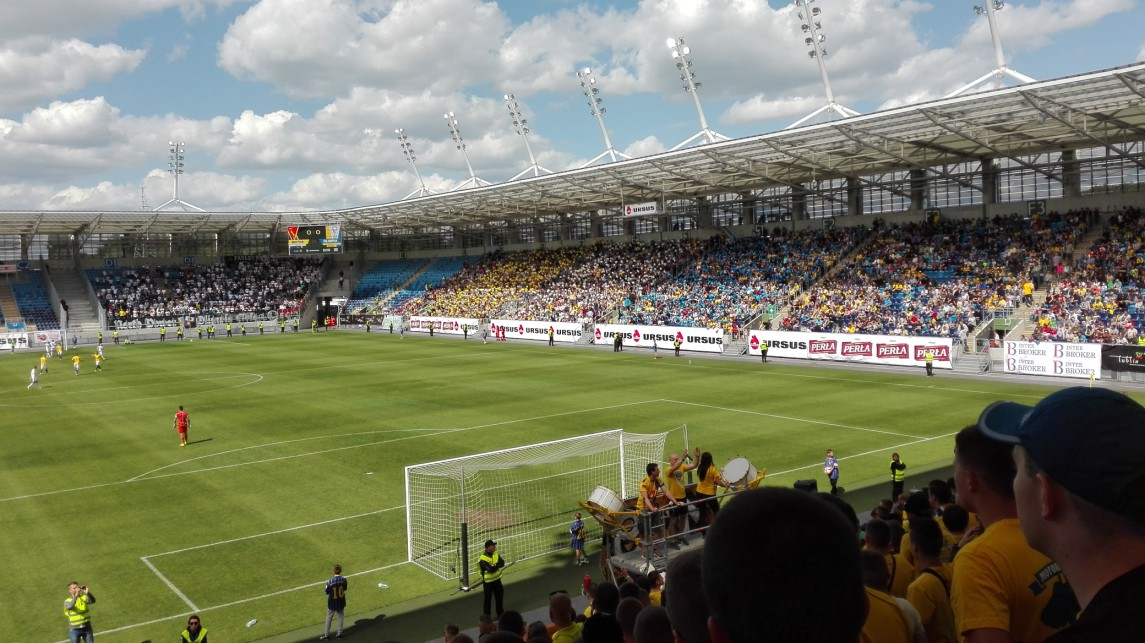
Arena Lublin podczas meczu barażowego Motor – Olimpia Elbląg o wejście do II ligi 11 czerwca 2016

Stadion przy Alejach Zygmuntowskich:
- 30 000 – II liga, w wygranym 4:0 meczu z Resovią (19 czerwca 1983)[24]
- 25 000 – I liga, w przegranym 0:5 meczu z Legią Warszawa (26 października 1980)[25]
- 25 000 – I liga, w wygranym 3:0 meczu ze Śląskiem Wrocław (7 sierpnia 1983)[26]
- 25 000 – I liga, w zremisowanym 1:1 meczu z Widzewem Łódź (17 sierpnia 1983)[27]

Arena Lublin:
- 15 200 - mecz Ekstraklasy z Legią Warszawa (10 marca 2025)[28]
- 15 110 –  mecz 1/2 finału baraży o  Ekstraklasę z Górnikiem Łęczna (30 maja 2024)[29]
- 14 914 – mecz 1/8 finału Pucharu Polski z Legią Warszawa (1 grudnia 2021)[30]
- 14 562 - mecz Ekstraklasy z Koroną Kielce (4 sierpnia 2024)[31]
- 14 436 - mecz Ekstraklasy ze Śląskiem Wrocław (28 września 2024)[32]

Stan na 10 marca 2025.
Zobacz: Najwyższe frekwencje na meczach Motoru na Arenie Lublin

## Skład zespołu
Stan na 19 lipca 2025
| Nr | Poz. | Piłkarz                |
| -- | ---- | ---------------------- |
| 1  | BR   | Ivan Brkić             |
| 2  | OB   | Paskal Meyer           |
| 3  | OB   | Hervé Matthys          |
| 6  | PO   | Sergi Samper           |
| 7  | PO   | Ivo Rodrigues          |
| 8  | PO   | Mathieu Scalet         |
| 9  | NA   | Karol Czubak           |
| 10 | PO   | Kacper Karasek         |
| 16 | PO   | Franciszek Lewandowski |
| 17 | OB   | Filip Wójcik           |
| 18 | OB   | Arkadiusz Najemski     |
| 19 | PO   | Bradly Van Hoeven      |
| 20 | NA   | Kacper Plichta         |
| 21 | PO   | Jakub Łabojko          |
| 22 | PO   | Christopher Simon      |

| Nr | Poz. | Piłkarz              |
| -- | ---- | -------------------- |
| 23 | PO   | Florian Haxha        |
| 24 | OB   | Filip Luberecki      |
| 26 | PO   | Michał Król          |
| 28 | OB   | Paweł Stolarski      |
| 30 | PO   | Mbaye Jacques Ndiaye |
| 33 | BR   | Gašper Tratnik       |
| 39 | OB   | Marek Bartoš         |
| 42 | OB   | Bright Ede           |
| 45 | BR   | Oskar Jeż            |
| 47 | OB   | Krystian Palacz      |
| 68 | PO   | Bartosz Wolski       |
| 75 | PO   | Kacper Szymanek      |
| 77 | NA   | Renat Dadashov       |
| 99 | BR   | Patryk Kukulski      |

### Piłkarze na wypożyczeniu
| Nr | Poz. | Piłkarz |
| -- | ---- | ------- |